# 九三学社山东省委员会
九三学社山东省委员会，简称九三山东省委、九三学社山东省委、山东九三学社，是九三学社在山东省的地方组织。

## 历史
1953年6月，九三学社中央开始在山东省发展社员，陆续成立中央直属的青岛、济南小组。1983年7月，成立九三学社山东省工作委员会筹备组，同年11月改为九三学社山东省工作委员会。1984年4月12日至15日，在济南市召开九三学社山东省第一次社员代表大会，选举产生九三学社山东省第一届委员会，标志着成立九三学社山东省委员会的正式成立。

## 组织机构
1984年九三学社山东省委员会成立时，机关有工作人员9人。1990年增至13人，下设办公室、组宣处、科教处。1991年，将组宣处分设为组织处和宣传处。1996年，设组织处、宣传处、议政调研处（与宣传处合署办公）、科教处、办公室。2005年底，组织处、宣传处、科技教育处更名为组织部、宣传部、参政议政部。机关实有19人。

## 历届委员会

### 第一届
- 任期：1984年4月－1990年3月
- 主任委员：徐眉生 → 王祖农（1987年12月当选）
- 副主任委员：王祖农、黄绍鸣、陆广庭、张荣祥、周弘初（1987年12月增补）、鞠庆麒（1987年12月增补）
- 秘书长：张荣祥

### 第二届
- 任期：1990年3月－1997年7月
- 主任委员：王祖农
- 副主任委员：李永昌、陆广庭（1992年9月卸任）、张荣祥、周弘初、鞠庆麒（1992年9月卸任）、季韵音、刘瑞玉（1992年9月增补）、向新康（1992年9月增补）
- 秘书长：周弘初 → 张咸成

### 第三届
- 任期：1997年7月－2002年5月
- 主任委员：陈抗甫 → 蔡秋芳（2001年6月当选）
- 副主任委员：周广福、吴泽浩、周弘初、向新康、张咸成、孔祥正、解士杰（2001年1月增补）、沈启贤（2001年6月增补）、任宝祥（2001年6月增补）
- 秘书长：任宝祥 → 郭新民

### 第四届
- 任期：2002年5月－2007年5月
- 主任委员：蔡秋芳（2005年9月逝世）
- 副主任委员：吴泽浩、解士杰、沈启贤、任宝祥、张培军、宋传杰
- 秘书长：郭新民

### 第五届
- 任期：2007年5月－2012年5月
- 主任委员：王随莲
- 副主任委员：解士杰、宋传杰、王琳、邵峰晶、王志玉、郭新民（2011年1月9日转任巡视员）、刘梦海
- 秘书长：林寿先

### 第六届
- 任期：2012年5月－2017年6月
- 主任委员：王随莲[3]
- 副主任委员：解士杰、宋传杰、王琳、邵峰晶、王志玉（2014年1月辞任）、刘梦海、宋尚桂（2014年1月增补）
- 秘书长：林寿先 → 王博（2014年1月任）

### 第七届
- 任期：2017年6月－
- 主任委员：程林[4]
- 副主任委员：王琳、刘梦海、宋尚桂、王玉志、徐茂波、李国琳、赵铁军
- 秘书长：王博 → 孙钢（2019年12月任）